# 新宣陽門院
新宣陽門院（しんせんようもんいん）は、南北朝時代の南朝の皇族・女院・歌人。院号宣下以前には、一品宮（いっぽんのみや）・一品内親王と称した。
その出自について、近世の南朝系図では、後村上天皇第一皇女で中宮・顕子（北畠親房の女）所生の憲子内親王（けんしないしんのう）とされていたが、それを裏付ける史料はない。
20世紀後半以降は、後醍醐天皇と阿野廉子との間に生まれた皇女であるとする説が有力である。その中でも特に、末娘である惟子内親王（いしないしんのう）に比定する説が比較的根強い。これが正しければ、祥子内親王（日本最後の伊勢神宮斎宮）や後村上天皇の同母妹となる。
阿野廉子と関わりが深く、その崩御に際し、七七忌御願文を奉献している。また、和歌に秀で、南朝の有力歌人として、准勅撰集『新葉和歌集』に20首が入集した。

## 経歴
経歴は不明の点が多いが、正平14年/延文4年（1359年）6月、阿野廉子（新待賢門院）の四十九日に七七忌御願文を奉納したのが初見。同年8月廉子の墓を観心寺に築くため、かつて同寺の祈祷料所でありながら朝用分として召し上げられていた河内小高瀬庄（大阪府守口市）を返付し、また12月に和泉大雄寺（孤峰覚明による開創）へ紀伊吉田庄の領家職を寄進した。
『新葉和歌集』によると、正平23年/応安元年（1368年）5月後村上天皇を追憶して嘉喜門院と贈答歌を交わし（哀傷・1345）、翌正平24年/応安2年（1369年）春にはまだ一品宮と称していた（哀傷・1328）。従って院号宣下は長慶天皇によるものと思われるが、その事情は判然としない。元中3年/至徳3年（1386年）12月観心寺を新待賢門院の護摩所に指定。元中4年/至徳4年（1387年）2月河内高向庄領家職の年貢から毎年1,000疋を供料として同寺に与えることとし、元中6年/康応元年（1389年）7月同寺に和泉御酢免（大阪府堺市？）朝用分を寄進した。

## 人物
歌人としては、南朝の准勅撰集『新葉和歌集』に20首が入集した。

## 惟子内親王説
『大日本史』が嘉喜門院との贈答歌を根拠に後村上天皇の皇女と推定して以来、もっぱらこの説が踏襲されていた。しかし、女院が阿野廉子の菩提を弔うために観心寺に寄進を重ねていることに着目した小木喬は、後醍醐天皇と廉子との間に生まれた末娘で、後村上の同母妹ではないかと考えた。
深津睦夫・君嶋亜紀もまた、「後醍醐天皇皇女、母は新待賢門院廉子か」としている。
小木説では惟子内親王とは別の廉子の娘とされているが、所京子は一歩進めて、惟子ではないか、と主張している。また、その誕生年については、延元元年/建武3年（1336年）もしくはその翌年ごろではないか、と推測している。『新葉和歌集』神祇・607の阿野廉子の歌の詞書に、「延元の比子もりの社へまゐらせて（略）」とあり、廉子が延元年間（1336年 - 1440年）に子守を司る吉野水分神社に参詣したことがわかり、新たな子が誕生したと考えられるからである。
また、所説よりさらに前にも、東京大学史料編纂所の『大日本史料』6編22冊の558ページで、廉子の七七忌御願文を書いた一品内親王＝惟子説は唱えられている。